# Gare de Brion - Montréal-la-Cluse
Gare de Brion - Montréal-la-Cluse vasútállomás Franciaországban, Brion településen.

## Vasútvonalak
Az állomást az alábbi vasútvonalak érintik:
- Bourg-en-Bresse-Bellegarde-vasútvonal

## Kapcsolódó állomások
A vasútállomáshoz az alábbi állomások vannak a legközelebb:
- Gare de Nurieux
- Gare de Bellignat